# O Julgamento (tarô)

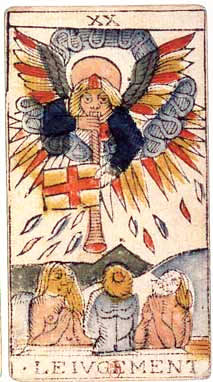
O Julgamento no Tarô de Marselha

O Julgamento é o 20º arcano maior do tarô.

## Simbologia
As versões mais modernas utilizadas como forma de leitura das cartas de tarô sugerem que O Julgamento esteja associado à Ressurreição cristã diante do Juízo Final. Isso se dá ao fato de que o tarô também associa as cartas a eventos históricos significantes ou de relevância popular. Na leitura da carta do Julgamento comumente percebe-se um anjo, possivelmente Gabriel soprando um grande trompete no qual se acopla uma bandeira ilustrando uma cruz, semelhante à cruz de São Jorge. Abaixo, vê-se um homem, uma mulher e no centro uma figura humana cuja coloração difere-se dos outros. Estes três sugerem uma feição de admiração ao anjo e estão aparentemente emergindo de túmulos ou criptas. Há por trás um cenário de grandes montanhas que por ora também podem sugerir grandes ondas as quais dão referência ao oceano que entrega os mortos no dia do julgamento..
A. E. Waite foi uma figura importante no desenvolvimento da interpretação moderna do tarô.  No entanto, não são todas as interpretações relacionadas rigorosamente às de Waite, pois todas as cartas de tarô utilizadas para divinação/advinhação são interpretadas de acordo com experiências e padrões pessoais.

## Palavras-chave
Algumas palavras frequentemente relacionadas na leitura/descrição da carta:
- Julgamento  ----- Renascimento ----- Chamado Interno ----- Absolutismo

- Recomeço ----- Aceitação de erros/ações do passado ----- Superação

- Perdão ----- Fim de uma repreensão ----- Reconciliação ----- Renovação

- Decisão ----- Resgate ou Ajuda ----- Começo  ----- Esperança  ----- Redenção

## Mensagem
Este é um momento de separação entre o passado e o futuro, neste momento o consulente irá colher os frutos do que plantou.